# Maria Amalia de Saxonia
Maria Amalia de Saxonia (24 noiembrie 1724 – 27 septembrie 1760) a fost prințesă germană din Casa de Wettin și soția regelui Carol al III-lea al Spaniei.
Printre descendenții ei de astăzi se includ regele Juan Carlos I al Spaniei, Arhiducele Otto de Austria, Prințul Henri, Conte de Paris și doi pretendenți la tronul celor Două Sicilii Prințul Carlo, Duce de Castro și Infantele Carlos, Duce de Calabria.

## Biografie
S-a născut la Palatul Zwinger din Dresda, fiică a lui Augustus al III-lea al Poloniei, Elector de Saxonia și a Maria Josepha de Austria, care era fiica lui Joseph I, Împărat Roman. 
Numele ei complet era Maria Amalia Christina Franziska Xaveria Flora Walburga. Unul din cei 15 copii, a fost sora lui Frederick Christian, Elector de Saxonia, Maria Anna Sofia de Saxonia soția vărului ei Maximilian al III-lea Joseph, Elector de Bavaria; a fost sora mai mare a Prințesei Maria Josepha de Saxonia care era mama lui Ludovic al XVI-lea al Franței. Sora ei mai mică, Prințesa Kunigunde a fost o posibilă mireasă pentru viitorul Philippe Égalité.